# Гимназија „Таковски устанак” Горњи Милановац
Гимназија „Таковски устанак“ је гимназија, једна од три средње школе у општини Горњи Милановац. Основана је 1879. године, а садашње име носи од 9. маја 1974. године. Налази се у Улици Милоша Великог број 11.
Зграда школе подигнута је 1902, као „Дом Милоша Великог“, а за наставу се користи од 1912. године. Проширена је 1939. године, а реконструкција и адаптација су извршени 1979. Реновирање и додатна адаптација су спроведени у школској 2009/10. години. Кроз школу, којој је школска 2013/14. година 106. започета, прошло је више од 10.000 ђака.

## Историја

### Оснивање (1879—1898)
Гимназија је почела са радом школске 1879/80. године, тачније, 2. септембра 1879. Тада се звала „Гимназијска реалка“, а имала је само прва два разреда, и свеукупно 20 ученика. Радила је у кући Мате Мајданца у Курсулиној улици. Први директор је био Миленко Марковић, који је уз то предавао и рачун, немачки језик, гимнастику, краснопис и минералогију. Уз њега су професори били и Милун Ибровац (српски језик, земљопис, цртање и ботаника) и свештеник Стојан Николић (хришћанска наука).
Дворазредна „Гимназијска реалка“ је школске 1885. године преименована у „Нижу гимназију“, а исте године је отворен и трећи разред. Следеће године, гимназија је постала четвороразредна (данашњи виши разреди основне школе), јер је отворен и четврти разред. Међутим, због „материјалних издатака око школовања деце“, школа је 1896. затворена. Више образовање сматрало се неопходним, па су се делегати из Љубићког, Качерског и Таковског среза, као и саме вароши састали 1897, у циљу оснивања приватне школе која ће се од школске 1897/98. звати „Приватна нижа гимназија“. Приватна школа укинута је 1898, јер је дозвољено поновно отварање „Ниже гимназије“. Она није истрајала ни целу школску годину, а период од 1889. до 1912, који обухвата и двадесетогодишњицу од оснивања школе, обележен је непостојањем гимназије у Горњем Милановцу.

### Подизање гимназијске зграде
Иако у годинама када је деветнаести век прешао у двадесети гимназија није радила, управо је у то време саграђена зграда у којој се она од 1912, па све до данас налази. Након бројних иницијатива грађана и званичника Горњег Милановца да се зграда направи, начелник Округа рудничког К. Ј. Радовановић се 1888. године обратио Министарству просвете, а онда и Министарству финансија, али дозвола ипак није добијена. Међутим, 1902. године, по молби Главног одбора за подизање споменика Милошу Великом у Горњем Милановцу, у Министарству грађевина израђени су пројекат и предрачун за градњу дома који би послужио као „Нижа гимназија“, а министар грађевина је одобрио да се „Дом Милоша Великог“ подигне о трошку одбора у Горњем Милановцу.
Министарство грађевина са тиме упознаје Министарство просвете и црквених послова, које овлашћује Начелство округа рудничког да организује лицитацију што је пре могуће, како би се темељ грађевине поставио на Цвети 1902. године. Најбољу понуду за градњу од 58.800 тадашњих динара дају Петар Љутић и локално предузеће. Они зграду и граде у рекордном времену. Имала је приземље и спрат, са 16 соба и салом. Како је била врло пространа, у њој је становало 30 ученика.
Међутим, зграда није коришћена у намењену сврху пуну деценију, јер у граду није било довољно ђака, па држава није дозвољавала отварање гимназије. Од 1908. године па до поновног оснивања, народни посланици Урош Ломовић и Максим Сретеновић вршили су притисак на власти како би школа почела са радом, шзо је на крају и успело. Указ да се „у вароши Горњем Милановцу отвори непотпуна четвороразредна средња школа“ доноси Краљ Петар I Карађорђевић 5. августа 1912.

### Ратна историја (1912—1945)
Током балканских ратова, школа је поново отворена као четвороразредна „Гимназија“. Убог Првог светског рата затворена је већ 1914. године, а 1915. је зграда школе срушена. Поново је отворена 1919. као четвороразредна, а 1922. као потпуна, осморазредна гимназија (од данашњег петог разреда основне до четвртог средње школе). Као таква, гимназија је имала велики приток ученика, па је било неопходно зграду проширити, што је и учињено 1939. Део је дозидан на начин на који би се најбоље уклопио у већ постојећи део. На самом почетку рата у Југославији, 1. априла 1941, школа је обуставила рад по наређењу Просветног одељења у Новом Саду. Током рата, школа је спаљена, а уништени су јој инвентар и архива.

### Послератна историја (1945—2009)
Прва послератна школска година била је 1944/45, а упис ученика обављен је у септембру и тада их је било 1246. Због лоших услова за рад, проузрокованих тиме што је у згради школе била смештена и болница, школа је почела са радом тек 22. фебруара 1945. И следеће године школа је каснила са отварањем, овог пута због поправке зграде, па је школска година почела 1. октобра 1945. Услед отежавајућих околности, гимназија није уписивала ученике од 1959. до 1962, када је одлучено, након што је и последња уписана генерација матурирала, да са радом настави, али као четворогодишња гимназија.
Данашњи назив први пут је добила 9. маја 1974. године, мада је неколико пута мењала имена. Између 1979. и 1980. звала се „Образовни центар за средње усмерено образовање и Гимназија Таковски устанак“, а од 1980. до 1990. „Образовни центар за усмерено образовање Света Поповић“. Назив „Гимназија Таковски устанак“ враћен јој је 1990, а траје и данас.

### Реновирање (2009—2010)
Од јуна 2009. до априла 2010, школа је у потпуности реновирана и адаптирана према пројекту чије су ауторке архитекте Марија Савовић и Слободанка Симовић, а тада су такође добијени нова опрема и учила. Током реновирања, које је са првобитно планираних пар десетина хиљада евра прешло цифру од једног милиона, што је изазвало бурне реакције опозиције у локалној скупштини, ученици су користили просторије Основне школе „Момчило Настасијевић“, а у матичну школу су се вратили школске 2010/11. године. Општина Горњи Милановац је управи школе на употребу и коришћење доделила реновирану зграду школе решењем од 23. априла 2010, а свечаном отварању је присуствовао и министар образовања Жарко Обрадовић, као и тадашњи председник општине Дражимир Марушић и садашњи председник Милисав Мирковић. Зграда гимназије је објекат који је по Закону о културним добрима („Службени гласник РС“, бр.7l/94) објекат под претходном заштитом.

### Након реновирања (2010—данас)
Након реновирања, у згради се налази осам учионица опште намене, оних у којима ђаци имају предмете за које није потребна додатна наставна опрема (српски језик и математика првенствено). Сем њих, школа располаже кабинетом за стране језике, кабинетом за историју и географију, као и кабинетима за биологију, физику, хемију и с два кабинета за информатику. Сем њих, у згради се налазе и скромна фискултурна сала, свечана сала, библиотека, читаоница, просторија за пријем родитеља, као и „креативни кутак“, просторија за ваннаставне активности и секције.
Пре реновирања, школско двориште су чинили игралиште (један вишенаменски и један импровизовани тениски терен) и „Ботаничка башта“, простор са травом и дрвећем одвојен од остатка дворишта оградом. Након реновирања, у дворишту се налазе травњак, део са шетњу и седење, као и две спортска терена, изворно за мали фудбал и кошарку, али се кошаркашки може преуредити у терен за одбојку по потреби, а онај за мали фудбал може се користити и за рукомет. У даљој будућности је планирана изградња фискултурне сале, највероватније на месту садашњег травњака.
Од школске 2009/10. године гимназија постаје једна од неколико школа у Србији која изводи наставу по принципу двојезичке наставе на српском и енглеском језику. Школске 2012/13. године, њу похађају три одељења, и то прво четири и друго четири као „општи тип — енглески“ и треће четири као „друштвено-језички смер — енглески“, дакле, свеукупно 70 ученика, односно око 16,87% свих ученика школе. Програм је осмишљен тако да 35—45% наставе буде на енглеском језику, и то настава географије, математике, биологије, хемије, информатике и ликовног, али и посебне секције „европска култура и цивилизација“, чија су предавања у потпуности на енглеском. Пре уписа, потребно је положити пријемни испит из језика.
Школске 2012/13. године, двојезичко одељење другог разреда, друго четири, учествовало је у програму „Повезивање учионица“ Британског савета од 5. до 10. септембра 2012. Током тог периода, ученике гимназије посетило је 17 ученика из Немачке, уз њихове две професорке. Такође је организована и трибина на којој су присутни упознавани са пројектом и његовим циљевима, концерт ученика гимназије и излети за њих и немачке ученике. Циљеви посете били су, између осталог, и „стицање ширег виђења света“, али главно је било учешће у пет радионица о људским правима.
Ђаци у септембру одлазе у четрдесетоминутну шетњу, тако обележавајући Дан спорта. Четири професора и 38 ученика је од 4. до 7. октобра 2012. боравило у Словењ Градецу, а од 22. до 25. септембра 2011. у Сежани. У свечаној сали се организују догађаји као што су предавања и културна дешавања. Тако је 30. новембра 2012. у гимназији гостовао гудачки квартет Београдске филхармоније у пратњи њиховог директора Ивана Тасовца. Одржан је мини-концерт. Гостовању је претходила посета Београдске филхармоније од стране матураната гимназије 9. новембра исте године. Ученици су присуствовали генералној проби за концерт „Водена филхармонија“ на Коларчевом универзитету. Гостовање људи из Филхармоније послужило је и за затварање изложбе посвећене стопедесетогодишњици рођења Густава Климта, отворене још 17. октобра, а коју је организовала филозофска секција школе под руководством професорке Неле Јоксић.

## Познати ученици и запослени
Кроз гимназију, којој је школска 2012/13. година 105. започета школска година, прошло је више од 10.000 ђака, међу којима су Божидар Терзић (војни генерал и министар), Милорад Драшковић (политичар), Драгиша Васић (књижевник, правник и политичар), Момчило Настасијевић (књижевник), Славомир Настасијевић (књижевник; Момчилов брат), Живорад Павловић (педијатар; осмислио „Павловићеву маст“), Божидар Петровић (професор и архитекта), Божидар Продановић (академски сликар и професор), Борисав Атанасковић (књижевник, глумац, редитељ, и драматург) и још многи други.
Од предавача, сем првих професора, под вођством директора Миленка Марковића, запажен је био и Хајнрик Марцел Шнајдер, Јеврејин из Сарајева пребачен у Горњи Милановац по казни новембра 1940. године. Предавао је филозофију, физику и математику. Почетком јуна 1941. отпуштен је због своје националности, а спада у познатије југословенске Јевреје.

## Ученици и запослени данас
Школске 2012/13. године, гимназију је уписало 415 ученика, расподељених у 16 одељења, по четири сваког разреда. Прва и друга одељења намењена су општем, трећа друштвено-језичком, а четврта „посебним“ смеровима. За први и други разред, то је енглески општи, трећи енглески друштвено-језички, а четврти природно-математички смер. Приближно 39% ученика чине дечаци — њих 162, а 61% девојчице — њих 253. Први разред уписала су 102, други 109, трећи 111, а четврти 93 ученика.
У школи постоје две главне групе — школски одбор и наставничко веће. Школски одбор је орган управљања, а њега чини девет чланова — три представника запослених, три представника родитеља и три представника локалне самоуправе. Наставничко веће чине професори и стручни сарадници, а оно учествује у организацији образовно-васпитног рада, анализира извршавање задатака образовања у школи, планира и организује наставу и сарађује са родитељима и ученицима.
Ту су још и директор школе (тренутно Биљана Нишавић, професор енглеског језика), секретар школе (Снежана Савић), педагог (Сања Жикић) и шеф рачуноводства (Весна Дамљановић), а наставу школске 2012/13. године предаје 36 професора и два стручна сарадника. Тако, на сваких осам ученика, долази по један професор или други запослени, укључујући ненаставно особље.
Сем њих, унутар школе постоји и ђачки парламент и савет родитеља. Ђачки парламент чине представници ученика из свих одељења школе, а он се бави разним ученичким питањима и проблемима, организацијом различитих акција и културних и јавних манифестација. Савет родитеља школе чине представници родитеља из свих одељења школе, а он се бави школским, наставним и васпитним питањима и проблемима, као и информисањем родитеља.

## Школска година
| Распоред звоњења   | Распоред звоњења | Распоред звоњења |
| ------------------ | ---------------- | ---------------- |
| Час (пре/ поподне) | Преподне         | Поподне          |
| 1/0                | 7.30—8.15        | 12.45—13.30      |
| 2/1                | 8.20—9.05        | 13.40—14.25      |
| 3/2                | 9.20—10.05       | 14.30—15.15      |
| 4/3                | 10.10—10.55      | 15.30—16.15      |
| 5/4                | 11.05—11.50      | 16.20—17.05      |
| 6/5                | 11.55—12.40      | 17.15—18.00      |
| 0/6                | 12.45—13.30      | 18.05—18.50      |

Гимназија ђаке дели у две смене — преподневну и поподневну. Смене се смењују на сваке две недеље. У једну смену иде први и трећи, а у другу други и четврти разред. Ђаци имају 30-так часова недељно, у просеку шест дневно, према следећем распореду звоњаве, који не важи само током посебних прилика као што су посета странке или дан школе, иначе 23. априла. Као и у свим српским средњим школама, школска година траје од септембра почетне до јуна наредне године. Једино четвртаци годину, услед припрема за испите, завршавају два месеца раније, у априлу. Школска година је подељена на четири класификациона периода, током којих ученици морају добити бар по две оцене из сваког предмета, и то први (од септембра до новембра), други (од новембра до децембра), трећи (од јануара до марта), и четврти класификациони период (од марта до априла или јуна).

## Школске публикације
Школа се нарочито поноси својим публикацијама, јер их не издаје ниједна друга школа на подручју општине, а које се баве темама као што су такмичења, секције, приредбе, предавања, изложбе, промоције и зидне новине. Постоје четири публикације, а то су „Извештај“ који набраја успехе и постигнућа ученика и професора. Школа га представља као „сведочанство“ за историју. Други часопис је „Колибри“, школски лист ученика. У њему, ученици пишу вести, коментаре, интервјуе, анкете и остале ствари које смисле и спроведу.
Трећа публикација је „Агора“, филозофски часопис у којем ученици излажу своја мишљења у склопу филозофске секције. Филозофију похађају ученици трећег и четвртог разреда. Последња публикација, односно прва у школској години, јесте „Информатор“, који излази од школске 2009/10. године, године реновирања, а њега на поклон добијају ученици првог разреда ради лакшег упознавања са школом. У њему се, сем информација о школи и раду, налази и правилник понашања, критеријуми оцењивања, као и списак свих првака по одељењима. Штампа се у 120 примерака, а уређује га управни одбор школе.
Посебно издање је књига „Гимназија »Таковски устанак« у Горњем Милановцу 1879•1979“, издата у јуну 1979. поводом стогодишњице рада ове гимназије. У књизи се, поред целокупног историјата школе, може наћи и списак свих људи који су у њој матурирали. Књига има  46592519. Штампана је у 3000 примерака. Аутори су:
- уредник: мр Миломир В. Глишић (тада директор гимназије)
- рецензенти: др Милица Миленковић и др Венцислав Глишић
- уређивачки одбор: Миломир Глишић, Вељко Коцев, Радмило Мандић, Мирјана Недељковић, Лазар Огњановић, Јелена Поповић
- лектори и коректори: Миљана Томић, Нада Огњановић, Смиљана Арачић, Мирослав Јоковић
- дизајн и техничко уређење: Љубомир Воркапић